# Pistole fiammeggianti (film 1932)
Pistole fiammeggianti (Flaming Guns) è un film del 1932 diretto da Arthur Rosson.
È un film western statunitense con Tom Mix, William Farnum e Ruth Hall ambientato nel 1918. È basato sul racconto breve di Peter B. Kyne Oh, Promise Me pubblicato su Collier's del 20 agosto 1926.

## Produzione
Il film, diretto da Arthur Rosson su una sceneggiatura di Jack Cunningham e un soggetto di Peter B. Kyne (autore del racconto breve che aveva anche ispirato anche un altro film, The Buckaroo Kid del 1926), fu prodotto da Carl Laemmle Jr. per la Universal Pictures tramite la Tom Mix Productions e girato nel Brandt Ranch a Girard, nelle Alabama Hills a Lone Pine, e nel Red Rock Canyon State Park a Cantil, in California,

## Distribuzione
Il film fu distribuito con il titolo Flaming Guns negli Stati Uniti dal 22 dicembre 1932 al cinema dalla Universal Pictures.
Altre distribuzioni:
- in Finlandia il 10 marzo 1935
- in Brasile (Perigo Delicioso)
- in Grecia (Ta flegomena toufekia)
- in Italia (Pistole fiammeggianti)

## Promozione
Le tagline sono:
- Tom Mix and his NEW Pony, Tony, Jr.
- A smashing, crashing, dashing picture presenting a PETER B. KYNE story of red courage and sizzling action in the Mt. Whitney cow country!
- A blazing story of the West, presenting for the first time, TONY, Jr!
- Flaming guns, cattle stampedes, and one of the greatest manhunts in history, with the glorious Mt. Whitney cow-country as a gorgeous background!